# Видич, Лука
Лука Видич (серб. Лука Видић; родился 24 декабря 2006) — сербский футболист, полузащитник клуба «Железничар».

## Клубная карьера
Выступал за юношеские команды клубов «Интернационале», «Црвена звезда» и «Вождовац». В сентябре присоединился к клубу «Железничар». 22 сентября 2024 года дебютировал в основном составе «Железничара», выйдя на замену в матче сербской Суперлиги против ОФК.

## Карьера в сборной
В сентябре 2024 года дебютировал в составе сборной Сербии до 19 лет в матчах против сверстников из Черногории и Португалии.

## Личная жизнь
Лука — сын экс-игрока «Манчестер Юнайтед» и сборной Сербии Неманьи Видича.